# Purvis Peak
Der Purvis Peak ist ein 2250 m hoher Berg im Norden des ostantarktischen Viktorialands. In den Victory Mountains ragt er 3 km nordöstlich des Mount Northampton oberhalb und südlich der Mündung des Tucker-Gletschers in das Tucker Inlet an der Borchgrevink-Küste auf.
Teilnehmer einer von 1957 bis 1958 durchgeführten Kampagne im Rahmen der New Zealand Geological Survey Antarctic Expedition sowie der United States Geological Survey zwischen 1960 und 1962 nahmen Vermessungen vor. Das Advisory Committee on Antarctic Names benannte den Berg 1973 nach Leutnant Ronald Scott Purvis (1928–2018) von der Flugstaffel VX-6 der United States Navy, Pilot einer de Havilland Canada DHC-3 Otter auf der Ellsworth-Station (1956–1957) und einer R5D Skymaster auf der McMurdo-Station (1957–1958).